# Christina Paxson
Christina Paxson, née le 6 février 1960, est une économiste américaine, spécialiste de l’économie de la santé et des politiques publiques. Ses recherches portent notamment sur les liens entre conditions économiques et santé, avec un intérêt particulier pour la santé des enfants.  
Depuis 2012, elle est présidente de l’université Brown, où elle est également professeure d’économie et de politiques publiques. Avant sa nomination, elle a occupé plusieurs fonctions académiques à l’université de Princeton, où elle a dirigé l’École des affaires publiques et internationales Woodrow Wilson. 

## Biographie

### Enfance
Christina Paxson naît le 6 février 1960. Elle passe son enfance à Forest Hills, en Pennsylvanie, une banlieue de Pittsburgh. Son père, ingénieur chez Westinghouse, travaille sur des centrales nucléaires, tandis que sa mère reste au foyer pour s’occuper de ses trois enfants. Enfant, elle pratique le violoncelle et participe aux activités scolaires, intégrant un chœur et un orchestre.  
Elle développe un intérêt marqué pour les mathématiques et, au lycée, pour l’informatique naissante, devenant la seule fille de son cours avancé de programmation.  Sa famille passe ses étés au Tennessee chez ses grands-parents maternels. Son grand-père, agronome passionné de randonnée dans les Great Smoky Mountains, l’initie à cette activité. Bien que sa famille ne soit pas très pratiquante (père quaker, mère épiscopalienne), elle fréquente des réunions quakers, marquées à l’époque par des discussions politiques autour de la guerre du Vietnam et de la désobéissance civile. 
À neuf ans, ses parents divorcent, ce qui est alors rare dans son école. Sa mère reprend ses études, obtient un master en développement de l’enfant et devient psychologue pour enfants. Christina Paxson lit volontiers les manuels de celle-ci et fréquente assidûment la bibliothèque. Les week-ends, elle accompagne son père au théâtre communautaire, où elle aide à construire des décors et apprend le travail du bois. 

### Études universitaires
Après des candidatures à l’université, Christina Paxson est refusée à Harvard mais admise à Swarthmore College, établissement qu’ont fréquenté plusieurs membres de sa famille. Elle y entre au départ avec l’intention de suivre un cursus de médecine, mais s’oriente rapidement vers l’anglais et la philosophie, avant de découvrir l’économie, discipline qu’elle décrit comme à la fois analytique et tournée vers les questions humaines. Elle suit également des cours de psychologie, de religion et de neurosciences. Les cours de philosophie, en particulier, l’aident à structurer sa pensée et à améliorer ses compétences rédactionnelles. En dernière année, elle modifie son parcours pour se spécialiser en économie tout en conservant l’anglais et la philosophie en mineures.
Lors de sa première année, elle rencontre Ari Gabinet, étudiant en dernière année, qu’elle épouse plus tard. Après l’obtention de son diplôme en 1982, elle est acceptée à la Columbia Business School, mais choisit finalement de s’inscrire au doctorat en économie à l’université Columbia. Elle y prépare une thèse en économie du travail, qu’elle soutient en 1987, portant sur les effets des taux d’intérêt sur le marché du crédit à la consommation.

### Carrière académique
En 1986, Christina Paxson rejoint l’université de Princeton comme chargée de cours en économie et devient l’année suivante professeure assistante. Promue professeure associée en 1994 puis professeure titulaire en 1997, elle est nommée en 2007 Hughes-Rogers Professor of Economics and Public Affairs. De 2009 à 2012, elle est doyenne de la Princeton School of Public and International Affairs (en).
En 2000, elle fonde le Center for Health and Wellbeing à Princeton, qui crée des programmes interdisciplinaires de certificat en santé et en politiques de santé, aux niveaux licence et master. Elle crée aussi le Center for the Economics and Demography of Aging.

#### Université Brown
En 2012, elle rejoint l’université Brown comme présidente et professeure d’économie et de politiques publiques. Sous la présidence de Christina Paxson, les étudiants et diplômés comptent parmi les lauréats les plus nombreux aux bourses Fulbright de toutes les universités américaines. L’aide financière aux étudiants de premier cycle devient le secteur du budget en plus forte croissance, grâce à l’augmentation des bourses pour les familles à faibles revenus et à la suppression des prêts dans les aides accordées par l’université. Ces mesures s’inscrivent dans The Brown Promise et dans le plan d’action Pathways to Diversity and Inclusion.
En 2014, Christina Paxson fixe plusieurs priorités stratégiques, dont la science des données, les arts créatifs et les neurosciences. Sous sa direction, l’université ouvre une école de santé publique et crée plusieurs centres et instituts, dont le Brown Arts Institute, le Brown Institute for Translational Science, la Data Science Initiative et le Nelson Center for Entrepreneurship.
En 2019, elle refuse d’appliquer la plateforme BDS (mouvement Boycott, Désinvestissement et Sanction) et maintient la confidentialité des investissements de l’université,. En avril 2024, elle conclut un accord avec des étudiants sur un possible désinvestissement lié au conflit à Gaza. Cependant, en août 2025, une tribune d’anciens étudiants la critique pour un accord avec l’administration Trump jugé attentatoire à la liberté académique.

#### Travaux et recherches
Les premières recherches de Christina Paxson portent sur l’économie internationale, notamment les inégalités sur le lieu de travail, la mobilité du marché du travail et le vieillissement. Elle s’intéresse aussi à la consommation, à l’épargne et au « lissage de consommation » (consumption smoothing), avec des études menées notamment en Thaïlande,.
Par la suite, elle s’oriente vers l’économie de la santé, publiant des travaux pionniers sur les liens entre facteurs économiques et santé, en particulier celle des enfants. Ses recherches couvrent un large éventail de sujets, allant de l’impact du sida en Afrique aux effets de l’ouragan Katrina sur les mères à faible revenu aux États-Unis. Son approche, fondée sur une analyse rigoureuse des données, lui vaut d’être nommée investigatrice principale de plusieurs projets financés par le National Institutes of Health.

### Autres activités
En 2013, Christina Paxson publie dans The New Republic une tribune défendant, d’un point de vue économique, la pertinence durable des sciences humaines. Elle conserve par ailleurs plusieurs affiliations institutionnelles : membre du Council on Foreign Relations, elle est élue en 2017 à l’American Academy of Arts and Sciences,. En 2016, elle rejoint le conseil d’administration de la Federal Reserve Bank of Boston (en), dont elle devient vice-présidente, puis présidente du conseil en 2021,.
Durant la pandémie de COVID-19, elle signe une tribune dans le New York Times et intervient sur CNN pour exposer ses arguments en faveur d’une réouverture sécurisée des universités à l’automne 2020,. Le 4 juin 2020, elle est auditionnée par la commission sénatoriale américaine de la santé, de l’éducation, du travail et des retraites lors d’une session intitulée « COVID-19 : retourner à l’université en toute sécurité ».

### Honneurs
Le 8 septembre 2018, Christina Paxson reçoit un doctorat honoris causa en droit  du Williams College. La distinction lui est remise par Michael R. Eisenson (en), président du conseil d’administration, lors de la cérémonie d’intronisation de Maud S. Mandel comme 18e présidente. L'institution salue son parcours de chercheuse et de dirigeante académique, mettant en avant son action pour développer l’enseignement et la recherche, améliorer le soutien aux étudiants, créer plusieurs instituts interdisciplinaires et renforcer l’implication de l’université Brown dans la vie de la communauté locale.

### Vie privée
Christina Paxson est mariée à Ari Gabinet, employé chez Oppenheimer Funds, et le couple a deux enfants, Nicholas et Benjamin. Élevée dans la foi quaker, elle se convertit au judaïsme, la religion de son mari.

## Publications sélectionnées
- (en) Christina Paxson et Angus Deaton, « Intertemporal Choice and Inequality », Journal of Political Economy, vol. 102, no 3,‎ 1994, p. 437–467 (DOI 10.1086/261941, lire en ligne  [PDF])
- (en) Christina Paxson et Angus Deaton, « Economies of Scale, Household Size, and the Demand for Food », The University of Chicago Press, vol. 106, no 5,‎ octobre 1998, p. 897-930 (DOI 10.1086/250035, JSTOR https://www.jstor.org/stable/10.1086/250035, lire en ligne  [PDF])
- (en) Christina Paxson, Anne Case et Darren Lubotsky, « Economic Status and Health in Childhood: The Origins of the Gradient », American Economic Review, vol. 92, no 5,‎ décembre 2002, p. 1308–1334 (PMID 29058397, DOI 10.1257/000282802762024520, lire en ligne  [PDF])
- (en) Christina Paxson, Marla McDaniel et Jane Waldfogel, « Racial disparities in childhood asthma in the United States: evidence from the National Health Interview Survey, 1997 to 2003 », Pediatrics, vol. 117, no 5,‎ mai 2006 (PMID 16651291, DOI 10.1542/peds.2005-1721 , lire en ligne )
- (en) Christina Paxson, Anne Case et Joseph Ableidinger, « Orphans in Africa: Parental Death, Poverty, and School Enrollment », Duke University Press, vol. 41, no 3,‎ août 2004, p. 483-508 (JSTOR 1515189, lire en ligne )
- (en) Christina Paxson et Anne Case, « Stature and Status: Height, Ability, and Labor Market Outcomes », The University of Chicago Press, vol. 116, no 3,‎ juin 2008, p. 499-532 (DOI https://doi.org/10.1086/589524 , JSTOR 10.1086/589524)